# Johann Schmidt (Theologe, 1639)

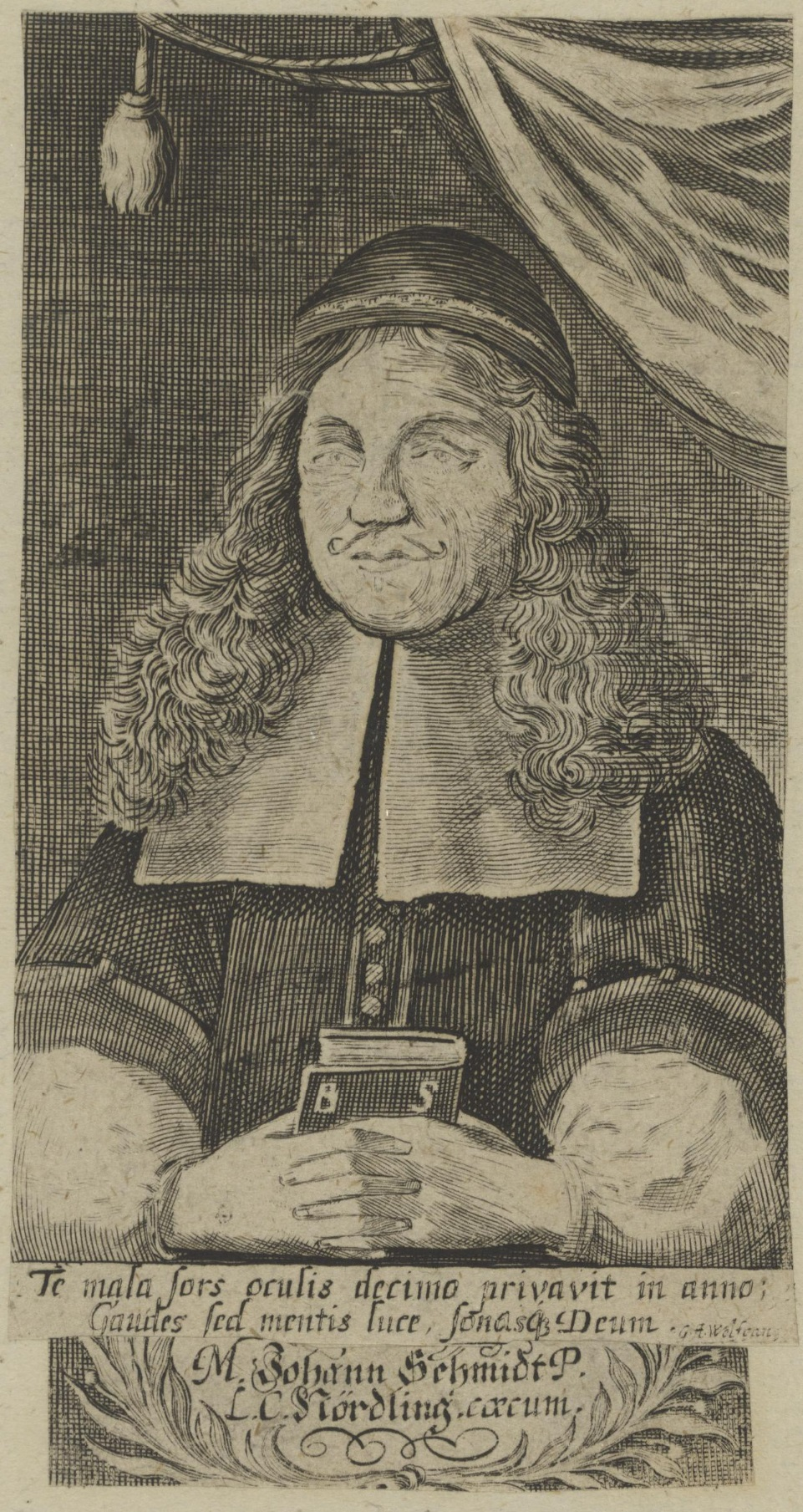
Johann Schmidt (1670). Das Porträt wurde auf ein anderes Porträt derselben Person aufgeklebt. Die lateinische Beschriftung besagt: „Dich beraubte ein schlimmes Schicksal im zehnten Lebensjahr der Augen. Aber du erfreust dich des geistigen Lichts und besingst Gott.“ Von der Beschriftung des überklebten Bildes ist nur der Name des Dargestellten, der Ortsname Nördlingen und das Adjektiv caecum – „blind“ (Akkusativ) lesbar.

Johann Schmidt (* September 1639 in Nördlingen; † 3. April 1689 in Baldingen) war ein deutscher lutherischer Theologe und Gastwirt.

## Leben
Schmidt erblindete im Alter von zehn Jahren auf beiden Augen. Er widmete sich zunächst der Musik, ging aber im Alter von 16 Jahren auf das Nördlinger Gymnasium, bevor er 1661 an der Universität Straßburg eingeschrieben wurde. Dort wurde er zum Magister graduiert und Poeta laureatus. Er hielt in Straßburg zunächst private Vorlesungen und besuchte nach einer Station 1665 in Mömpelgard weitere deutsche Universitäten, bevor er sich 1667 an der Universität Jena habilitierte. Dort hielt er Vorlesungen in Philosophie und Theologie, bis er 1670 einem Ruf nach Nördlingen zurück folgte. Dort unterstützte er den erkrankten Superintendenten. 1674 kehrte er nach Jena zurück, dort erhielt er eine Anstellung durch Herzog Ernst I. von Sachsen-Gotha-Altenburg.
Schmidts Gehalt reichte allerdings für seine große Familie nicht aus. Er ging deshalb auf Wanderschaft. Er war zunächst in Wittenberg tätig, dann in Dänemark, bevor er längere Zeit durch Deutschland reiste, um sich schließlich in Nördlingen niederzulassen. Dort eröffnete er einen Weinausschank. Schließlich kaufte er in Baldingen einen Gasthof, der nach seinem Besitzer „das blinde Eck“ genannt wurde.
Schmidt publizierte neben seinen akademischen und geistlichen Schriften auch solche über Blindheit und Blindenunterricht.

## Werke (Auswahl)
- De Visu Carentium Conditione: a Literarum amore & laude, nulla ratione neque unquam excludenda, Oratio I., Straßburg 1662.
- Disputatio de aquarum supra-coelestium natura, Jena 1667.
- Bet-Postill Oder Sonntags-Andachten Uber Alle Sonn- und vornehmste Fest-Evangelia, Augsburg 1668.
- Tägliches Himmel-auffsteigendes Opfer, Oder Tägliche Bet-Postill, Augsburg 1670.
- Jesus Calender: In welchem alle gewöhnliche und Christliche Namen des gantzen Jahrs, wie man sie in Calendern findet, nach ihrem Verstand, mit kurtzen, Christlichen Schrifft-mäßigen und Reimen-weis verfasten Andachten erkläret, Jena 1673.
- Disputationum logicalium prooemialium triga, quarum I. de Accidentalibus Logicae. II. de Naturalibus Logicae. III. de Praedicationibus, Jena 1674.
- Kurtz-verfastes Bet-Opffer, Ratzeburg 1683.
- Güldener Räuch-Altar Des täglichen Gebets Der Heiligen Bey jeglichem Gottes-Dienst: Auff welchem Dem All-Gnädigen und Gütigen Gott Hundert-und-vier unterschiedene Allgmeine Gebet, Vormahlen dargebracht und geräuchert, Ratzeburg 1686.